# Championnat du Suriname de football 2010-2011
Navigation
Saison précédente Saison suivante
La saison 2010-2011 du Championnat du Suriname de football est la soixante-quinzième édition de la Hoofdklasse, le championnat de première division au Suriname. Les dix formations de l'élite sont réunies au sein d'une poule unique où elles s'affrontent deux fois au cours de la saison. À l'issue de la phase régulière, les six premiers jouent la poule pour le titre tandis que les quatre derniers s'affrontent pour éviter la relégation.
C'est l'Inter Moengotapoe, tenant du titre, qui remporte à nouveau la compétition cette saison après avoir terminé en tête du classement final, avec quatre points d'avance sur le Walking Bout Company. Il s’agit du quatrième titre de champion du Suriname de l'histoire du club en cinq saisons.

## Les clubs participants
- SV Voorwaarts
- SV Boskamp
- SV Leo Victor
- Inter Moengotapoe
- SV The Brothers
- SV Excelsior - Promu de Eerste Klasse
- Walking Bout Company
- SV Transvaal
- SCSV Kamal Dewaker - Promu de Eerste Klasse
- SV Robinhood

## Compétition
Le barème de points servant à établir les différents classements se décompose ainsi :
- Victoire : 3 points
- Match nul : 1 point
- Défaite : 0 point

### Phase régulière
| Rang | Équipe               | Pts | J  | G  | N | P  | Bp | Bc | Diff |
| ---- | -------------------- | --- | -- | -- | - | -- | -- | -- | ---- |
| 1    | Walking Bout Company | 45  | 18 | 14 | 3 | 1  | 47 | 17 | +30  |
| 2    | Inter MoengotapoeT   | 43  | 18 | 14 | 1 | 3  | 50 | 26 | +24  |
| 3    | SV Transvaal         | 30  | 18 | 9  | 3 | 6  | 37 | 25 | +12  |
| 4    | SV Leo Victor        | 27  | 18 | 7  | 6 | 5  | 34 | 28 | +6   |
| 5    | SV Kamal DewakerP    | 23  | 18 | 6  | 5 | 7  | 26 | 27 | -1   |
| 6    | SV ExcelsiorP        | 23  | 18 | 6  | 5 | 7  | 25 | 27 | -2   |
| 7    | SV Robinhood         | 18  | 18 | 5  | 3 | 10 | 32 | 44 | -12  |
| 8    | SV Boskamp           | 15  | 18 | 3  | 6 | 9  | 23 | 36 | -13  |
| 9    | SV Voorwaarts        | 14  | 18 | 4  | 2 | 12 | 18 | 38 | -20  |
| 10   | SV The Brothers      | 13  | 18 | 3  | 4 | 11 | 17 | 41 | -24  |

|  | Participation à la poule pour le titre         |
|  | Participation à la poule de relégation         |
|  | T : Tenant du titre P : Promu de Eerste Klasse |

### Poule pour le titre
| Rang | Équipe               | Pts | J  | G | N | P | Bp | Bc | Diff |
| ---- | -------------------- | --- | -- | - | - | - | -- | -- | ---- |
| 1    | Inter MoengotapoeT   | 22  | 10 | 7 | 1 | 2 | 21 | 10 | +11  |
| 2    | Walking Bout Company | 18  | 10 | 6 | 0 | 4 | 20 | 14 | +6   |
| 3    | SV Leo Victor        | 15  | 10 | 5 | 0 | 5 | 22 | 17 | +5   |
| 4    | SV ExcelsiorP        | 15  | 10 | 5 | 0 | 5 | 17 | 27 | -10  |
| 5    | SV Transvaal         | 13  | 10 | 4 | 1 | 5 | 17 | 15 | +2   |
| 6    | SV Kamal DewakerP    | 6   | 10 | 2 | 0 | 8 | 8  | 22 | -14  |

|  | Qualification pour la CFU Club Championship 2012 |
|  | T : Tenant du titre P : Promu de Eerste Klasse   |

### Poule de relégation
| Rang | Équipe          | Pts | J | G | N | P | Bp | Bc | Diff |
| ---- | --------------- | --- | - | - | - | - | -- | -- | ---- |
| 1    | SV Robinhood -3 | 12  | 6 | 5 | 0 | 1 | 19 | 6  | +13  |
| 2    | SV Boskamp      | 9   | 6 | 3 | 0 | 3 | 10 | 9  | +1   |
| 3    | SV Voorwaarts   | 7   | 6 | 2 | 1 | 3 | 9  | 15 | -6   |
| 4    | SV The Brothers | 4   | 6 | 1 | 1 | 4 | 12 | 20 | -8   |

|  | Participation au barrage de relégation |
|  | Relégation directe en Eerste Klasse    |

#### Barrage de promotion-relégation
| Équipe 1               | Résultat | Équipe 2      | Aller | Retour |
| ---------------------- | -------- | ------------- | ----- | ------ |
| SCSV Takdier Boys (D2) | 2 - 6    | SV Voorwaarts | 1 - 2 | 1 - 4  |

- Les deux clubs se maintiennent dans leur championnat respectif.

## Bilan de la saison
| Championnat du Suriname de football 2010-2011 |                              |
| Champion                                      | Inter Moengotapoe (4e titre) |
| Coupes et trophées                            |                              |
| Vainqueur de la Coupe du Suriname 2010-2011   | SV Notch (D2)                |
| Qualifications continentales                  |                              |
| CFU Club Championship 2012                    | Inter Moengotapoe            |
| Promotions et relégations                     |                              |
| Promus en Hoofdklasse                         | SV Notch                     |
| Relégués en Eerste Klasse                     | SV The Brothers              |